# Vlag van Indianapolis

Vlag van Indianapolis

De vlag van Indianapolis werd op 20 mei 1963 aangenomen als de officiële vlag van de stad Indianapolis. Het werd ontworpen door Roger Gohl, destijds student aan de Herron School of Art.
De witte ster stelt het Soldiers' and Sailors' Monument voor en de centralisatie ervan het feit dat Indianapolis de hoofdstad van de staat Indiana is. De witte cirkel en het rode veld daarin stellen Monument Circle voor. De kleur rood staat ook voor "de stuwende energie en drang naar vooruitgang waardoor de stad Indianapolis vooruit is geracet". De vier witte strepen staan verticaal voor North en South Meridian Streets en horizontaal voor East en West Market Streets (de hoofdstraten van het centrum van Indianapolis). De vier kwadranten van donkerblauw symboliseren de woonwijken van de stad. De kleuren van de vlag zijn dezelfde als die van de vlag van de Verenigde Staten.
In een onderzoek naar de kwaliteit van vlaggenontwerpen door de North American Vexillological Association stond de vlag van Indianapolis op de 8e plaats van 150 Amerikaanse stadsvlaggen. De score was 8,35 op 10.